# Ryppar
Ryppar är en svensk dramafilm i kortfilmsformat från 2005, regisserad av Anna Hylander och Emiliano Goessens. I rollerna ses Rodrigo Pozo Viscarra, Tobias Jonasson, Sasha Becker, Karwan Faraj och Jeannette Montoya.

## Handling
Filmen handlar om vännerna Rico och Tobbe som är 16 år gamla och bästa vänner. På deras väns begravning blir Rico kär i Malin och tillsammans med henne lyckas han komma över drogen rohypnol. Rohypnolpillren, eller "rypparna" som de också kallas, ger Rico minnesluckor och gör honom våldsam.

## Medverkande
- Rodrigo Pozo Viscarra
- Tobias Jonasson
- Sasha Becker
- Karwan Faraj
- Jeannette Montoya
- Josefin Iziamo

## Om filmen
Ryppar producerades av Francy Suntinger och spelades in efter manus av Goessens. Den fotades av Jens Jansson och klipptes av Rasmus Ohlander. Den premiärvisades den 4 februari 2005 på Göteborgs filmfestival och i Sveriges Television. På hösten samma år visades den på Umeå filmfestival.
Filmen belönades 2005 med Svenska Filminstitutets och Sveriges Televisions Stora novellfilmspris.